# Cuayo
Cuayo är en ort i Mexiko.   Den ligger i kommunen Tancanhuitz och delstaten San Luis Potosí, i den centrala delen av landet, 240 km norr om huvudstaden Mexico City. Cuayo ligger 124 meter över havet och antalet invånare är 183.
Terrängen runt Cuayo är huvudsakligen lite kuperad. Cuayo ligger nere i en dal. Runt Cuayo är det ganska tätbefolkat, med 124 invånare per kvadratkilometer. Närmaste större samhälle är Villa Terrazas, 14,6 km söder om Cuayo. I omgivningarna runt Cuayo växer huvudsakligen savannskog.